# Sindaci di Gorizia
Di seguito l'elenco cronologico dei sindaci di Gorizia e delle altre figure apicali equivalenti che si sono succedute nel corso della storia.

## Impero austriaco (1851–1918)
| Periodo | Periodo | Primo cittadino          | Partito | Carica           | Note                                                                                             |
| ------- | ------- | ------------------------ | ------- | ---------------- | ------------------------------------------------------------------------------------------------ |
| 1851    | 1861    | Carlo Doliac de Cipriani |         | Podestà          | -                                                                                                |
| 1861    | 1863    | Luigi Pajer              |         | Podestà          | La nomina di Carlo Favetti proposta dal consiglio comunale non è approvata dal governo austriaco |
| 1864    | 1869    | Luigi de Visini          |         | Podestà          | -                                                                                                |
| 1869    | 1872    | Alessandro de Claricini  |         | Podestà          | -                                                                                                |
| 1872    | 1873    | Carlo Coronini Cronberg  |         | Podestà          | -                                                                                                |
| 1873    | 1876    | Carlo Perinello          |         | Podestà          | -                                                                                                |
| 1877    | 1882    | Giuseppe Deperis         |         | Podestà          | -                                                                                                |
| 1882    | 1894    | Giuseppe Maurovich       |         | Podestà          | -                                                                                                |
| 1894    | 1905    | Carlo Venuti             |         | Podestà          | -                                                                                                |
| 1905    | 1908    | Francesco Marani         |         | Podestà          | -                                                                                                |
| 1908    | 1915    | Giorgio Bombi            |         | Podestà          | Arrestato e deportato per irredentismo                                                           |
| 1915    | 1916    | Ernesto Dandini          |         | I.R. commissario | -                                                                                                |
| 1916    | 1917    | Giovanni Sestilli        |         | R. commissario   | Nomina sabauda di occupazione                                                                    |
| 1917    | 1918    | Ernesto Dandini          |         | I.R. commissario | -                                                                                                |

## Regno d'Italia (1918–1945)
| Periodo          | Periodo | Primo cittadino           | Partito                       | Carica                           | Note |
| ---------------- | ------- | ------------------------- | ----------------------------- | -------------------------------- | ---- |
| 1918             | 1922    | Giorgio Bombi             |                               | Sindaco                          | -    |
| 1922             | 1922    | Antonio Bonne             |                               | Sindaco                          | -    |
| 1923             | 1924    | Giorgio Bombi             |                               | Commissario prefettizio          | -    |
| 1924             | 1926    | Giorgio Bombi             |                               | Sindaco                          | -    |
| 1926             | 1934    | Giorgio Bombi             |                               | Podestà                          | -    |
| 1934             | 1938    | Valentino Pascoli         | PNF                           | Podestà                          | -    |
| 1939             | 1943    | Antonio Casasola          | PNF                           | Podestà                          | -    |
| 1943             | 1944    | Luigi Sussi               |                               | Podestà                          | -    |
| 1944             | 1945    | Alessio Coronini Cronberg |                               | Podestà                          | -    |
| 8 settembre 1945 | 1946    | Giovanni Stecchina        | Partito Repubblicano Italiano | Presidente del comune di Gorizia |      |

## Repubblica Italiana (dal 1946)
| Sindaci eletti dal Consiglio comunale (1946-1994)    | Sindaci eletti dal Consiglio comunale (1946-1994)        | Sindaci eletti dal Consiglio comunale (1946-1994) | Sindaci eletti dal Consiglio comunale (1946-1994) | Sindaci eletti dal Consiglio comunale (1946-1994) | Sindaci eletti dal Consiglio comunale (1946-1994) | Sindaci eletti dal Consiglio comunale (1946-1994) | Sindaci eletti dal Consiglio comunale (1946-1994) | Sindaci eletti dal Consiglio comunale (1946-1994) |
| Nominativo                                           | Nominativo                                               | Partito                                           | Partito                                           | Partito                                           | Partito                                           | Mandato                                           | Mandato                                           | Elezione                                          |
| Nominativo                                           | Nominativo                                               | Partito                                           | Partito                                           | Partito                                           | Partito                                           | Inizio                                            | Fine                                              | Elezione                                          |
| ---------------------------------------------------- | -------------------------------------------------------- | ------------------------------------------------- | ------------------------------------------------- | ------------------------------------------------- | ------------------------------------------------- | ------------------------------------------------- | ------------------------------------------------- | ------------------------------------------------- |
|                                                      | Giovanni Stecchina                                       |                                                   | Partito Repubblicano Italiano                     | Partito Repubblicano Italiano                     | Partito Repubblicano Italiano                     | 1946                                              | 13 novembre 1948                                  | –                                                 |
|                                                      | Ferruccio Bernardis                                      |                                                   | Democrazia Cristiana                              | Democrazia Cristiana                              | Democrazia Cristiana                              | 13 novembre 1948                                  | 1956                                              | Elezione 1948                                     |
| 1956                                                 | Ferruccio Bernardis                                      | 19 luglio 1961                                    | Democrazia Cristiana                              | Democrazia Cristiana                              | Democrazia Cristiana                              | Elezione 1956                                     |                                                   |                                                   |
|                                                      | Luigi Poterzio                                           |                                                   | Democrazia Cristiana                              | Democrazia Cristiana                              | Democrazia Cristiana                              | 19 luglio 1961                                    | 31 gennaio 1964                                   | Elezione 1961                                     |
|                                                      | Franco Gallarotti                                        |                                                   | Democrazia Cristiana                              | Democrazia Cristiana                              | Democrazia Cristiana                              | 31 gennaio 1964                                   | 2 ottobre 1965                                    | Elezione 1961                                     |
|                                                      | Michele Martina                                          |                                                   | Democrazia Cristiana                              | Democrazia Cristiana                              | Democrazia Cristiana                              | 2 ottobre 1965                                    | 1970                                              | Elezione 1965                                     |
| 1970                                                 | Michele Martina                                          | 27 marzo 1972                                     | Democrazia Cristiana                              | Democrazia Cristiana                              | Democrazia Cristiana                              | Elezione 1970                                     |                                                   |                                                   |
|                                                      | Pasquale De Simone                                       |                                                   | Democrazia Cristiana                              | Democrazia Cristiana                              | Democrazia Cristiana                              | Elezione 1970                                     | 27 marzo 1972                                     | 1975                                              |
| 1975                                                 | Pasquale De Simone                                       | 4 ottobre 1980                                    | Democrazia Cristiana                              | Democrazia Cristiana                              | Democrazia Cristiana                              | Elezione 1975                                     |                                                   |                                                   |
|                                                      | Antonio Scarano                                          |                                                   | Democrazia Cristiana                              | Democrazia Cristiana                              | Democrazia Cristiana                              | 4 ottobre 1980                                    | 1985                                              | Elezione 1980                                     |
| 1985                                                 | Antonio Scarano                                          | 1990                                              | Democrazia Cristiana                              | Democrazia Cristiana                              | Democrazia Cristiana                              | Elezione 1985                                     |                                                   |                                                   |
| 1990                                                 | Antonio Scarano                                          | 24 gennaio 1992                                   | Democrazia Cristiana                              | Democrazia Cristiana                              | Democrazia Cristiana                              | Elezione 1990                                     |                                                   |                                                   |
|                                                      | Erminio Tuzzi                                            |                                                   | Democrazia Cristiana                              | Democrazia Cristiana                              | Democrazia Cristiana                              | Elezione 1990                                     | 24 gennaio 1992                                   | 16 settembre 1993                                 |
|                                                      | Lorenzo de' Luca di Pietralata (Commissario prefettizio) | –                                                 | –                                                 | –                                                 | –                                                 | 16 settembre 1993                                 | 22 febbraio 1994                                  | –                                                 |
|                                                      | Pantaleo Zacheo (Commissario straordinario)              | –                                                 | –                                                 | –                                                 | –                                                 | 22 febbraio 1994                                  | 27 giugno 1994                                    | –                                                 |
| Sindaci eletti direttamente dai cittadini (dal 1994) |                                                          |                                                   |                                                   |                                                   |                                                   |                                                   |                                                   |                                                   |
| Nominativo                                           | Nominativo                                               | Partito                                           | Partito                                           | Coalizione                                        | Coalizione                                        | Mandato                                           | Mandato                                           | Elezione                                          |
| Nominativo                                           | Nominativo                                               | Partito                                           | Partito                                           | Coalizione                                        | Coalizione                                        | Inizio                                            | Fine                                              | Elezione                                          |
|                                                      | Gaetano Valenti                                          |                                                   | Forza Italia                                      |                                                   | FI-AN                                             | 27 giugno 1994                                    | 29 giugno 1998                                    | Elezione 1994                                     |
|                                                      | Gaetano Valenti                                          | FI-AN-CCD                                         | Forza Italia                                      | 29 giugno 1998                                    | 11 giugno 2002                                    | Elezione 1998                                     |                                                   |                                                   |
|                                                      | Vittorio Brancati                                        |                                                   | Democrazia è Libertà - La Margherita              |                                                   | DS-DL-PRC                                         | 11 giugno 2002                                    | 29 maggio 2007                                    | Elezione 2002                                     |
|                                                      | Ettore Romoli                                            |                                                   | Forza Italia                                      |                                                   | FI-AN-UDC-LN                                      | 29 maggio 2007                                    | 7 maggio 2012                                     | Elezione 2007                                     |
|                                                      | Ettore Romoli                                            | Il Popolo della Libertà                           |                                                   | PdL-UdC-PP-LN-L. civiche                          | 7 maggio 2012                                     | 26 giugno 2017                                    | Elezione 2012                                     |                                                   |
|                                                      | Rodolfo Ziberna                                          |                                                   | Forza Italia                                      |                                                   | FI-LN-FdI-UdC-L. civiche                          | 26 giugno 2017                                    | 7 luglio 2022                                     | Elezione 2017                                     |
|                                                      | Rodolfo Ziberna                                          | FdI-FI-Lega-NcI-L. civiche                        | Forza Italia                                      | 7 luglio 2022                                     | in carica                                         | Elezione 2022                                     |                                                   |                                                   |